# 雲紋滑油鯰
雲紋滑油鯰，為輻鰭魚綱鯰形目長鬚鯰科的其中一種，分布於南美洲亞馬遜河及奧里諾科河流域，體長可達100公分，棲息在河川、湖泊底部，稚魚及幼魚會成群活動，白天躲藏在石頭及枯木下，晚間覓食，屬肉食性，生活習性不明，可作為食用魚及觀賞魚。

## 擴展閱讀
維基物種上的相關：雲紋滑油鯰